# Indian Wells Open 2013
L'Indian Wells Open 2013, noto come BNP Paribas Open per motivi di sponsorizzazione, è stato un torneo di tennis giocato su campi in cemento. È stata la 40ª edizione dell'Indian Wells Open, faceva parte della categoria ATP World Tour Masters 1000 nell'ambito dell'ATP World Tour 2013, e della categoria Premier Mandatory nell'ambito del WTA Tour 2013. Sia il torneo maschile che quello femminile si sono giocati all'Indian Wells Tennis Garden di Indian Wells, negli Stati Uniti, dal 4 al 17 marzo 2013.

## Partecipanti ATP

### Teste di serie
| Giocatore             | Nazionalità | Ranking* | Testa di serie |
| --------------------- | ----------- | -------- | -------------- |
| Novak Đoković         | Serbia      | 1        | 1              |
| Roger Federer         | Svizzera    | 2        | 2              |
| Andy Murray           | Regno Unito | 3        | 3              |
| David Ferrer          | Spagna      | 4        | 4              |
| Rafael Nadal          | Spagna      | 5        | 5              |
| Tomáš Berdych         | Rep. Ceca   | 6        | 6              |
| Juan Martín del Potro | Argentina   | 7        | 7              |
| Jo-Wilfried Tsonga    | Francia     | 8        | 8              |
| Janko Tipsarević      | Serbia      | 9        | 9              |
| Richard Gasquet       | Francia     | 10       | 10             |
| Nicolás Almagro       | Spagna      | 11       | 11             |
| Marin Čilić           | Croazia     | 12       | 12             |
| Gilles Simon          | Francia     | 13       | 13             |
| Juan Mónaco           | Argentina   | 14       | 14             |
| John Isner            | Stati Uniti | 15       | 15             |
| Kei Nishikori         | Giappone    | 16       | 16             |
| Milos Raonic          | Canada      | 17       | 17             |
| Stan Wawrinka         | Svizzera    | 18       | 18             |
| Tommy Haas            | Germania    | 19       | 19             |
| Andreas Seppi         | Italia      | 20       | 20             |
| Philipp Kohlschreiber | Germania    | 21       | 21             |
| Aleksandr Dolhopolov  | Ucraina     | 22       | 22             |
| Sam Querrey           | Stati Uniti | 23       | 23             |
| Jerzy Janowicz        | Polonia     | 24       | 24             |
| Jérémy Chardy         | Francia     | 25       | 25             |
| Martin Kližan         | Slovacchia  | 26       | 26             |
| Florian Mayer         | Germania    | 27       | 27             |
| Julien Benneteau      | Francia     | 28       | 28             |
| Fernando Verdasco     | Spagna      | 29       | 29             |
| Michail Južnyj        | Russia      | 30       | 30             |
| Grigor Dimitrov       | Bulgaria    | 31       | 31             |
| Mardy Fish            | Stati Uniti | 32       | 32             |

* Ranking al 4 marzo 2013.

### Altri partecipanti
I seguenti giocatori hanno ricevuto una wild-card per il tabellone principale:
- James Blake
- Steve Johnson
- Tommy Robredo
- Tim Smyczek
- Jack Sock

I seguenti giocatori sono entrati nel tabellone principale passando dalle qualificazioni:

- Ernests Gulbis
- Bobby Reynolds
- Daniel Brands
- Dmitrij Tursunov
- Miša Zverev
- Vasek Pospisil
- Matthew Ebden
- Philipp Petzschner
- Daniel Muñoz de la Nava
- Guido Pella
- Ivo Karlović
- Wayne Odesnik

## Partecipanti WTA

### Teste di serie
| Nazionalità   | Giocatrici               | Ranking | Testa di serie* |
| ------------- | ------------------------ | ------- | --------------- |
| Bielorussia   | Viktoryja Azaranka       | 2       | 1               |
| Russia        | Marija Šarapova          | 3       | 2               |
| Polonia       | Agnieszka Radwańska      | 4       | 3               |
| Germania      | Angelique Kerber         | 6       | 4               |
| Rep. Ceca     | Petra Kvitová            | 7       | 5               |
| Italia        | Sara Errani              | 8       | 6               |
| Australia     | Samantha Stosur          | 9       | 7               |
| Danimarca     | Caroline Wozniacki       | 10      | 8               |
| Francia       | Marion Bartoli           | 11      | 9               |
| Russia        | Nadia Petrova            | 12      | 10              |
| Serbia        | Ana Ivanović             | 13      | 11              |
| Slovacchia    | Dominika Cibulková       | 14      | 12              |
| Russia        | Marija Kirilenko         | 15      | 13              |
| Italia        | Roberta Vinci            | 16      | 14              |
| Stati Uniti   | Sloane Stephens          | 17      | 15              |
| Rep. Ceca     | Lucie Šafářová           | 18      | 16              |
| Russia        | Ekaterina Makarova       | 19      | 17              |
| Serbia        | Jelena Janković          | 21      | 18              |
| Rep. Ceca     | Klára Zakopalová         | 22      | 19              |
| Taipei cinese | Hsieh Su-wei             | 23      | 20              |
| Germania      | Julia Görges             | 24      | 21              |
| Stati Uniti   | Varvara Lepchenko        | 25      | 22              |
| Austria       | Tamira Paszek            | 26      | 23              |
| Germania      | Mona Barthel             | 27      | 24              |
| Spagna        | Carla Suárez Navarro     | 27      | 25              |
| Russia        | Anastasija Pavljučenkova | 29      | 26              |
| Romania       | Sorana Cîrstea           | 30      | 27              |
| Belgio        | Kirsten Flipkens         | 31      | 28              |
| Russia        | Elena Vesnina            | 32      | 29              |
| Belgio        | Yanina Wickmayer         | 33      | 30              |
| Kazakistan    | Jaroslava Švedova        | 34      | 31              |
| Cina          | Peng Shuai               | 35      | 32              |

* Ranking al 25 febbraio 2013.

### Altre partecipanti
Le seguenti giocatrici hanno ricevuto una wild-card per il tabellone principale:
- Kimiko Date-Krumm
- Madison Keys
- Bethanie Mattek-Sands
- Kristina Mladenovic
- Melanie Oudin
- Shahar Peer
- Maria Sanchez
- Taylor Townsend

Le seguenti giocatrici sono entrate nel tabellone principale passando dalle qualificazioni:

- Mirjana Lučić-Baroni
- Lesja Curenko
- Michelle Larcher de Brito
- Elina Svitolina
- Stéphanie Foretz Gacon
- Mónica Puig
- Casey Dellacqua
- Ol'ga Alekseevna Pučkova
- Garbiñe Muguruza
- Sesil Karatančeva
- Mallory Burdette
- Grace Min

## Punti e montepremi
Il montepremi complessivo è di 10.429.750 $.
| Torneo              | Torneo              | V         | F       | SF      | QF      | 4T     | 3T     | 2T     | 1T     | Q  | Q3 | Q2 | Q1 |
| Singolare maschile  | Punti               | 1000      | 600     | 360     | 180     | 90     | 45     | 25     | 10     | 16 | 0  | 8  | 0  |
| Singolare maschile  | Premi in denaro ($) | 1.000.000 | 500.000 | 225.000 | 104.000 | 52.000 | 26.000 | 16.000 | 11.000 | –  | -  | -  | -  |
| Doppio maschile     | Punti               | 1000      | 600     | 360     | 180     | 90     | 45     | –      | –      | –  | –  | –  | –  |
| Doppio maschile     | Premi in denaro ($) | 241.000   | 121.000 | 55.000  | 27.041  | 7.632  | 0      | –      | –      | –  | –  | –  | –  |
| Singolare femminile | Punti               | 1000      | 700     | 450     | 250     | 140    | 80     | 50     | 5      | 30 | 20 | 1  | –  |
| Singolare femminile | Premi in denaro ($) | 1.000.000 | 500.000 | 225.000 | 104.000 | 52.000 | 26.000 | 16.000 | 11.000 | -  | -  | -  | –  |
| Doppio femminile    | Punti               | 1000      | 700     | 450     | 250     | 140    | 80     | 5      | –      | –  | –  | –  | –  |
| Doppio femminile    | Premi in denaro ($) | 241.000   | 121.000 | 55.000  | 27.041  | 7.632  | 0      | –      | –      | –  | –  | –  | –  |

## Campioni

### Singolare maschile
Rafael Nadal ha sconfitto in finale  Juan Martín del Potro per 4-6, 6-3, 6-4.
- È il cinquantatreesimo titolo in carriera per Nadal, il terzo del 2013.

### Singolare femminile
Marija Šarapova ha sconfitto in finale  Caroline Wozniacki per 6-2, 6-2.
- È il ventottesimo titolo in carriera per la Šarapova, il primo del 2013.

### Doppio maschile
Bob Bryan /  Mike Bryan hanno sconfitto in finale  Treat Conrad Huey /  Jerzy Janowicz per 6-3, 3-6, [10-6].

### Doppio femminile
Ekaterina Makarova /  Elena Vesnina hanno sconfitto in finale  Nadia Petrova /  Katarina Srebotnik per 6-0, 5-7, [10-6].